# Parasiccia formosibia
Parasiccia formosibia är en fjärilsart som beskrevs av Embrik Strand 1917. Parasiccia formosibia ingår i släktet Parasiccia och familjen björnspinnare. Inga underarter finns listade i Catalogue of Life.